# Hillsboro Beach
Hillsboro Beach est une ville américaine située dans le comté de Broward en Floride.

## Démographie
| 1950 | 1960 | 1970  | 1980  | 1990  | 2000  |
| ---- | ---- | ----- | ----- | ----- | ----- |
| 84   | 437  | 1 181 | 1 554 | 1 748 | 2 163 |

| 2010  | - | - | - | - | - |
| ----- | - | - | - | - | - |
| 1 875 | - | - | - | - | - |

Selon le recensement de 2010, Hillsboro Beach compte 1 875 habitants. La municipalité s'étend sur 1,45 milles carrés (3,76 km2), dont seulement 0,37 milles carrés (0,96 km2) de terres.